# Catedral basílica de la Asunción de la Virgen María (Włocławek)
La Catedral Basílica de la Asunción de la Virgen María o simplemente Catedral de Włocławek (en polaco: Bazylika Katedralna Wniebowzięcia NMP) es el nombre que recibe un edificio religioso que está afiliado a la Iglesia católica y se encuentra ubicado en la ciudad de Wloclawek en el país europeo de Polonia. Se trata de una iglesia construida en estilo gótico situada cerca del río Vístula. La construcción de la catedral comenzó en la década de 1340, y fue consagrada en 1411. Todavía estaba en construcción en el siglo XV y en el comienzo del siglo XVI, hasta su finalización en 1526. Es uno de los más grandes tesoros de arte funerario en Polonia junto a las catedrales de Gniezno, Poznan y Cracovia. Es la catedral de la diócesis de Włocławek.

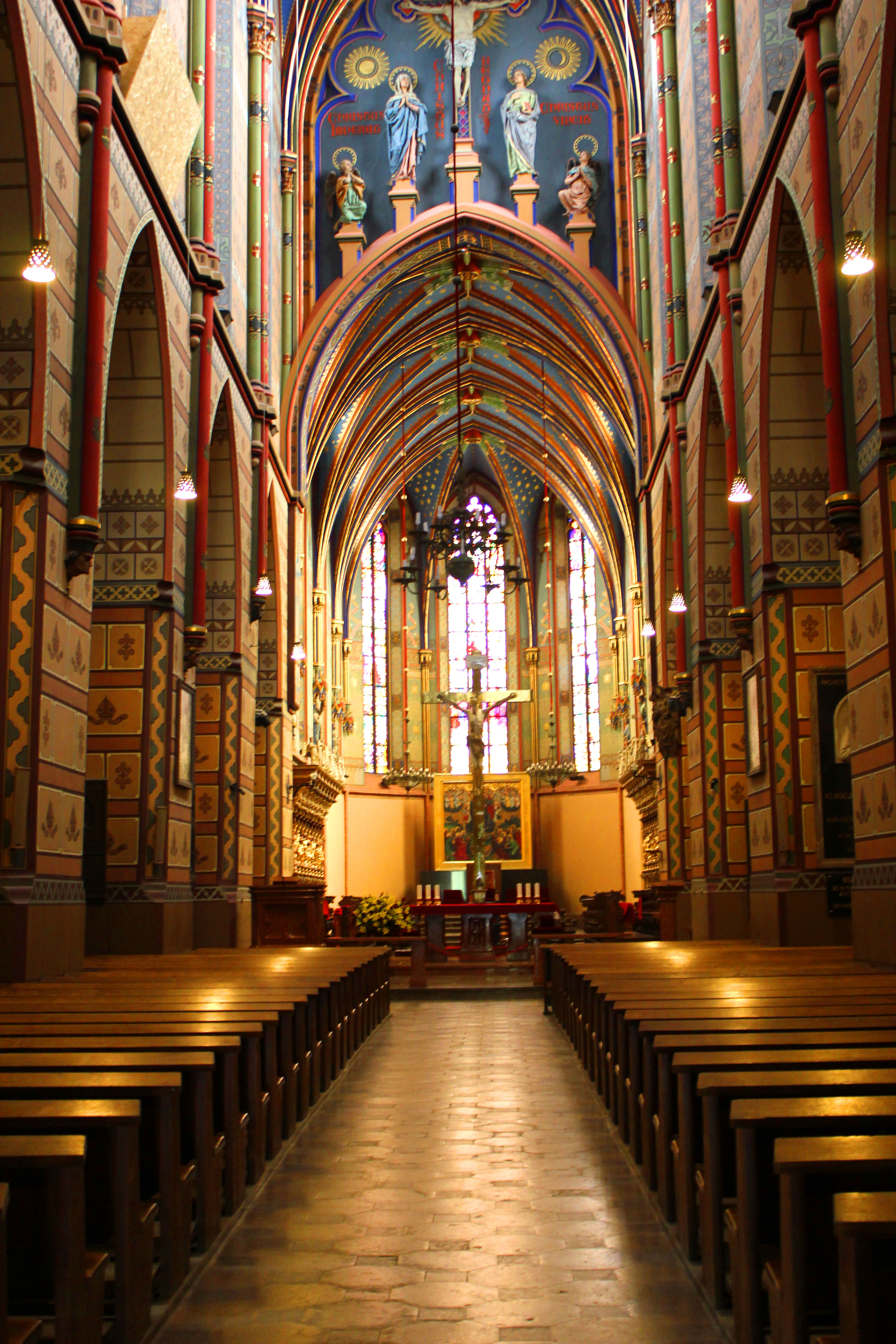
Vista interna

En 1907 la catedral fue honrada con el título de basílica menor. El título fue dado por el Papa Pío X.
Un acontecimiento importante en la historia de la catedral fue la visita del papa Juan Pablo II, que se quedó en Wloclawek el 6 y 7 de junio de 1991, durante su cuarto viaje a su país natal.